# Two Things at Once
Two Things at Once è una raccolta pubblicata dalla punk band californiana Descendents, edita nel 1988 dalla New Alliance Records contenente la raccolta Bonus Fat, e il primo album, Milo Goes to College.

## Tracce
1. Myage – 1:59
2. I Wanna Be a Bear – 0:42
3. I'm Not a Loser – 1:28
4. Parents – 1:38
5. Tonyage – 0:56
6. M-16 – 0:43
7. I'm Not a Punk – 1:04
8. Catalina – 1:46
9. Suburban Home – 1:40
10. Statue of Liberty – 1:59
11. Kabuki Girl – 1:10
12. Marriage – 1:39
13. Hope – 2:00
14. Bikeage – 2:14
15. Jean is Dead – 1:33
16. My Dad Sucks – 0:36
17. Mr.Bass – 2:06
18. I Like Food – 0:17
19. Hey Hey – 1:33
20. Weinerschnitzel – 0:11
21. Global Probing – 1:07
22. Ride the Wild – 2:30
23. It's a Hectic World – 1:34

## Formazione
- Milo Aukerman - voce
- Bill Stevenson - batteria
- Frank Navetta - chitarra
- Tony Lombardo -  basso